# الن یول لارسن
الن یول لارسن (انگلیسی: Allan Juel Larsen; ۲۱ نوامبر ۱۹۳۱ – ۱۱ فوریهٔ ۲۰۱۷) دوچرخه‌سوار اهل دانمارک بود.